# Менорагија
Менорагија је продужено крварење из материце је ненормално повећање менструалног тока или трајања менструације, али са нормалним интерменструалним интервалима. То се дешава када менструација пређе границу од седам дана или подразумева губитак крви већи од 80 мл. У пракси се овај губитак обично не квантификује, па се узима у обзир само код оних жена код којих омета њихов нормалан живот. Иако су обилна менструална крварења честа међу женама у менопаузи, већина жена не доживљава крварење током менструације као обилно или довољно дуго да га може дефинисати као менорагију.

## Етиологија
Иако у неким случајевима узрок јаког менструалног крварења није познат, у већини случајева менорагија је изазвана следећим узрочницима:
Хормонска неравнотежа  - током нормалног менструалног циклуса, равнотежа између хормона естрогена и прогестерона који се излучује током менструације регулише функцију слузокоже материце (ендометријума). Ако дође до неравнотеже хормона, ендометријум постаје зуадебљанији и изазива јача менструална крварења.
Дисфункција јајника  - Ако јајници током менструалног циклуса (ановулација) не ослободе јајашце, теложене не производи хормон прогестерон, као у нормалном менструалном циклусу, шро доводи доводи до хормонске неравнотеже, која резултује менорагијом.
Фиброиди материце  - неканцерозни (бенигни) тумори материце могу проузроковати теже него нормално или продужено менструално крварење.
Полипи - мале, бенигне израслине на слузокожи материце могу изазвати обилна или продужена менструална крварења. Полипи материце најчешће се јављају код жена у репродуктивном добу, као резултат високог нивоа хормона.
Интраутерини уређај  - менорагија је један од добро познати нежељени ефеката изазван употребом нехормонских интраутеринихконтрацептивних уређаја.
Компликације у трудноћи - јака крварења током трудноће најчешће се јављају због побачаја. Имплантација оплођеног јајашца у јајовод уместо у материцу - такође може проузроковати менорагију.
Рак  - иако ретко, рак материце, рак јајника или рак грлића материце може довести до прекомерног менструалног крварења.
Наследни поремећаји крварења  - Неки поремећаји коагулације крви могу проузроковати обилна менструална крварења.
Лекови  - неки лекови, укључујући антиинфламаторне медикасменте и антикоагулансе, могу бити узрок јаким или продуженим менструалним крварењима.
Остала медицинска стања  - у бројна друга медицинска стања која могу бити повезани са менорагијом спадају: 
- запаљења карлице,
- проблеми са штитном жлездом,
- ендометриоза,
- болести јетре и бубрега,
- инфективне болести итд.
- Недостатак витамина који су укључени у систем коагулације крви (Ц, П, К, калцијум и други).

Физиолошки узроци
- Психоемоционални поремећаји, прекомерни рад;
- Промена природе дијете: ферментисана млечна дијета приморава јетру да производи супстанце које смањују згрушавање крви.
- Неправилно дозирана физичка активност. Бављење спортом или тешким физичким радом током и уочи менструације доводи до оштећења контрактилности материце и неправилног одбацивања ендометријума .
- Оштра промена климатских услова.
- Период формирања или губитка менструалне функције (пубертет или менопауза).

## Клиничка слика
Знаци и симптоми менорагије укључују:
- Потпуно намакање једног или више хигијенских уложака или тампона сваког сата током неколико узастопних сати
- Потреба за употребом двоструких хигијенских уложака у циљу контроле менструалног тока
- Потреба за променом хигијенске заштите током ноћи
- Крварење које траје дуже од недељу дана
- Избацивање крвних угрушака заједно са крвљу више од једног дана
- Смањене дневне активности услед обилних менструалних крварења
- Симптоми анемије, попут умора, слабости или отежаног дисања.

## Дијагноза
Дијагноза обухвата анамнезу, физикални (гинеколошки) преглед и допунска испитивања, који укључују:
- Биопсија ендометријума: узимање узорак ткива из унутрашњости материце, које се затим прегледа под микроскопом.
- Лабораторијски преглед вагиналног бриса - могу се открити малигне ћелије, бактерије и ћелије ендометријума (базалне ћелије, док постоје само оне са естрогеном или туморима јајника који производе овај хормон). У
- Аспирациона киретажа (усисавања) једна је од метода за постављање дијагнозе.
- Ултразвучно скенирање: звучни таласи се користе за снимање материце, јајника и карлице. Ултразвучна сонда се може ставити на доњи део стомака или убацити у вагину.
- Хистероскопија: преглед танком металном цеви са сићушном камером која се убацује кроз вагину и грлић материце у материцу. Методао омогућава преглед унутрашњости материце.
- Сонохистерограм: ултразвучни преглед који се обавља након убризгавања течности кроз цев у материцу. Овај тест омогућава дијагнозу поремећаја слузокоже материце, попут миома.

## Терапија
Лечење зависи од узрока менорагије. На пример, ако је крварење узроковано хормонском неравнотежом, лекар ће прописати хормоне, а ако се ради о израслинама или тумоорозним променама саветовати оперативни захват. У случају јаког крварења, пацијентица се ставља у лежећи положај са главом нижом од карлице и ногу, и одмах дају седативе, инфузије и трансфузије крви. Ако је нередовно крварење узроковано смањеном функцијом штитне жлезде, започиње лечење хормонима штитасте жлезде.
Могући хируршки третмани укључују:
- Киретажа је најбољи начин за заустављање крварења. Њом се ткиво материце струже или усисава, а хистолошким прегледом киретажом прикупљеног материјала поставља се дијагноза метрорагије. Након киретаже, може се применити вишемесечна хормонска терапија.
- Хистероскопија, на пример за уклањање полипа
- Хистеректомија, односно уклањање материце ако је крварење упорно и не престаје након киретаже и других облика лечења., Према индикацијама материца се може уклонити заједно са јајницима (хистеректомија и аденексектомија).
- Хируршко уклаљање, зрачење и хемотерапија или било која комбинација ових третмана код тумора гениталија.

Дужина трајања ефеката лечења зависи од узрока и начина лечења проблема.
Лечење метрорагије након менопаузе је болничко. Сва хормонска терапија је искључена. Киретажа и аспирација полипа (ако постоје) доводе до излечења код 50% пацијената. Ако пацијент ица није на хормонској терапији, а крварење није престало након друге киретаже, уклањају се материца и јајници (хистеректомија и аденексектомија).